# كارل جون
كارل جون (و. 1852 – 1914 م) هو teuthologist ‏، وعالم حيواني، وأستاذ جامعي، وعالم أحياء بحرية، وعالم رخويات، وCnidariologist ‏ من دوقية ناساو، ومملكة بروسيا، كان عضوًا في أكاديمية ساكسون للعلوم (منذ 23 يوليو 1898)، والأكاديمية الألمانية للعلوم ليوبولدينا (منذ 1881)، والأكاديمية البافارية للعلوم والعلوم الإنسانية، وأكاديمية العلوم في غوتينغن، والأكاديمية البروسية للعلوم، توفي في لايبزيغ، عن عمر يناهز 62 عاماً.

## التعليم
تعلم في جامعة غوتينغن، وتعلم في جامعة لايبتزغ
.

## جوائز
حصل على جوائز منها:

ميدالية كوثينيوس (1911)